# 김종윤 (연출가)
김종윤(1966년 ~ )은 KBS 예능본부의 프로듀서이다. 

## 경력
- KBS 예능본부 프로듀서

## 연출한 프로그램
- 부부클리닉 사랑과 전쟁